# Wolfgang von Schmettau
Freiherr Wolfgang von Schmettau (* 28. Oktober 1648; † 5. Februar 1711 in Den Haag) war ein Kurbrandenburger Minister und Gesandter.
Nach seiner Ernennung zum Geheimen Staatsrat im Jahr 1685 folgte anschließend die Tätigkeit als Brandenburger Gesandter bei den Generalstaaten der Niederlande. Am 2. Mai 1698 wurde er zum Ober-Postdirektor ernannt. Nach seinem Rücktritt im Juni 1700 übernahm er die Gesandtschaft in den Niederlanden.
Seine Eltern waren Gottfried von Schmettau (* 13. August 1620; † 2. Februar 1668) und dessen Ehefrau Maria Elisabeth Friedrich (* 5. Oktober 1629; † 1. Dezember 1674). Er selbst war mit  Charlotte von Fuchs (* 20. September 1669) einer Tochter des Ministers Paul von Fuchs verheiratet. Das Paar hatte folgende Kinder:
- Charlotte Juliane (* 17. Juli 1690; † 6. Dezember 1756)
- Friedrich (* 16. Juli 1695; † 20. März 1719)
- Elisabeth Sophia (* 6. Februar 1698) ⚭ Kurt Friedrich von Schoenebeck († 28. Juli 1742), preußischer Oberst später Polnisch-Sächsischer Generalmajor
- Luise Henriette (* 22. Februar 1701) ⚭ Sylvius Eberhard von Frankenberg und Ludwigsdorf (1682–1764), preußischer Wirklicher Geheimer Rat und Verweser der Herrschaft Schmalkalden
- Anna Katharina (* 8. Oktober 1702)
- Gabriele Maria (* 20. Juli 1704)